# Giugliano Calcio
Giugliano Calcio ist ein italienischer Fußballverein mit Sitz in der Stadt Giugliano in Kampanien. Gegründet im Jahr 1928, hat der Verein eine wechselhafte Geschichte und tritt hauptsächlich in den unteren Ligen Italiens an. Aktuell spielt der Verein in der dritthöchsten Liga Italiens.

## Erfolge
- Serie D: 1998, 2022
- Scudetto D: 1998